# ثيوغنيس من ميغارا
ثيوغنيس ميغارا هو شاعر غنائي يوناني، عاش في القرن السادس قبل الميلاد تقريبًا. يتألف العمل المنسوب إليه من شعرٍ مأثور ملائم تمامًا لذلك الوقت، يتناول فيه المسلّمات الأخلاقية والنصائح العملية حول الحياة. كان أول شاعر يوناني يُعرف بإعرابه عن قلقه بشأن المصير النهائي لعمله ونجاته من بعده، إلى جانب هوميروس وهسيودوس ومؤلفي التراتيل الملحمية، فهو من بين أوائل الشعراء الذين حُفظت أعمالهم ضمن عُرفٍ متناقَل من المخطوطات (حُفظت أعمال الشعراء اليونانيين القدامى الآخرين كأجزاءٍ مبعثرة). في الواقع، ضُمّن أكثر من نصف الشعر الرثائي الموجود في اليونان، قبل الحقبة الإسكندرية، في نحو 1400 سطر من الشعر المنسوب إليه، على الرغم من أن العديد من القصائد المنسوبة إليه تقليديًا كانت من تأليف آخرين، مثل سولون ويوينيس. دفعت بعض هذه الأبيات، المفسرين القدماء إلى تقدير ثيوغنيس باعتباره معلمًا أخلاقيًا، ومع ذلك فإنّ المجموعة بأكملها تحظى اليوم بتقديرٍ كبير لتصويرها «سيئات الحياة الارستقراطية كما هي» في اليونان القديمة.
إنّ الأبيات الشعرية المحفوظة تحت اسم ثيوغنيس، مكتوبة من وجهة نظر أرستقراطي يواجه ثورة اجتماعية وسياسية نموذجية للمدن اليونانية في العصر القديم. جزء من عمل ثيوغنيس موجه إلى سيرنوس، الذي قُدّم على أنه إيرومينوس الخاص به. احتفى مؤلف القصائد، ثيوغنيس، في شعره بسيرنوس وعلمّه القيم الأرستقراطية في ذلك الوقت، ومع ذلك أصبح سيرنوس يرمز إلى الكثير عن عالمه غير الكامل، ذلك العالم الذي استاء الشاعر منه بمرارة:
  لكل من يلقى متعة في الأغنية.. للأشخاص الذين لم يولدوا بعد..
  أنت أيضًا ستصبح أغنية.. بينما ستَخْلدُ الأرض والشمس..
  ومع ذلك فإنك تعاملني دون أدنى علامةٍ من الاحترام..
وكما لو أني كنت طفلًا.. فقد خدعتني بالكلمات..
بالرغم من هذه التداعيات الذاتية، لا يُعرف شيء تقريبًا عن ثيوغنيس الرجل: وُثّق القليل من قبل المصادر القديمة، ويشكك العلماء المعاصرون في الملكية الأدبية لمعظم القصائد المحفوظة باسمه.

## حياته
يقدم كل من المفسرين القدامى والقصائد نفسها وحتى الباحثين المعاصرين، إشاراتٍ متضاربة حول حياة الشاعر. تستجيب بعض القصائد بطريقة شخصية وفورية للأحداث المستقلة على نحو واسع في ذلك الوقت. تسجل المصادر القديمة تواريخ في منتصف القرن السادس – يُرجِع يوسابيوس ثيوغنيس إلى الأولمبياد الثامن والخمسين (45-548 قبل الميلاد)، وترجعه موسوعة سودا إلى الأولمبياد التاسع والخمسين (544 -41 قبل الميلاد)، أما دورة الفصح المسيحي فترده تاريخيًا إلى الأولمبياد السابع والخمسين (552- 49 قبل الميلاد) – ومع ذلك ليس من الواضح ما إذا كانت موسوعة سودا في هذه الحالة تعني تاريخ ميلاده أو حدث مهم آخر في حياة الشاعر. تجادَلَ بعض العلماء حول أنه كان بإمكان المصادر أن تستمد تواريخها من الأسطر 82-773 على افتراض أن هذه تشير إلى هجوم هارباغوس على إيونية في عهد الملك كورش الكبير.
تعيق الموثوقية الملتبسة الأدلة الزمنية الموجودة في القصائد نفسها. يبدو أن السطور من 29-52، إذا كان ثيوغنيس هو من ألفها، تصور الوضع السياسي في ميجارا قبل صعود الطاغية ثياجينيس، نحو النصف الأخير من القرن السابع، لكن السطور بين 891-95 تصف الحرب في وابية في الربع الثاني من القرن السادس، ويبدو أن السطور من 773-82 تشير إلى الغزو الفارسي للبر اليوناني الرئيس في عهد الملك خشايارشا الأول، في نهاية الربع الأول من القرن الخامس.
حتى أن بعض العلماء المعاصرين فسّروا تلك السطور ضمن هذا الإطار الزمني، واستنتجوا تاريخ ميلاد ثيوغنيس في عام 600 قبل الميلاد أو قبل بقليل، بينما أرجع آخرون تاريخ ميلاده إلى نحو عام 550 قبل الميلاد، ليتناسب مع الغزو الفارسي تحت قيادة الملك دارا الأول (داريوس) أو الملك خشايارشا الأول.
يوجد ارتباك أيضًا حول مكان ميلاد ثيوغنيس، «ميغارا»، التي فهمها أفلاطون، على سبيل المثال، على أنها ميغارا هيبلايا في صقلية، بينما يورد أحد المعلقين على قول أفلاطون، ديديموس كنظرية منافسة قائلة بأن الشاعر ثيوغنيس ولد في ميغارا في أتيكا، ويغامر بطرحه فكرة أن ثيوغنيس ربما يكون قد هاجر لاحقًا إلى ميغارا في صقلية، (وتقول نظرية مشابهة بأنّ أتيكا، هي مسقط رأس الشاعر الإسبارطي تيرتيوس).
يؤثِر الباحثون المعاصرون بشكل عام، اعتماد مسقط رأس الشاعر ثيوغنيس، في البر الرئيس اليوناني ميغارا، على الرغم من أنه يمكن العثور على سياق مناسب للقصائد في أي مكان تقريبًا في اليونان القديمة وهناك خيارات للمزج والتطابق، على سبيل المثال، احتمالية الولادة في ميغارا البر الرئيس، ومن ثم الهجرة إلى ميغارا في صقلية (السطور 1197- 1201 تذكر انتزاع الملكية/ المنفى والسطور بين 88- 783 تذكر الرحلات إلى صقلية ووابية وإسبارطة).
إنّ الأبيات الرثائية المنسوبة إلى ثيوغنيس، تقدمه على أنه شخصية معقدة وداعية للأخلاق اليونانية التقليدية. على سبيل المثال، يدرجه إيسقراط ضمن «أفضل المرشدين للحياة الإنسانية»، على الرغم من أن الجميع يعتبر كلمات النصيحة في كل من الشعر والنثر مفيدة للغاية، إلا أنهم بالتأكيد لا يجدون فيها أكبر قدر من المتعة حين استماعهم إليها، لكنّ موقفهم تجاه من يقدم النصائح هو نفس موقفهم تجاه أولئك الذين يحذرون ويلومون: لأنهم وعلى الرغم من امتداحهم للأخيرين، إلا أنهم يفضلون الارتباط بمن يشتركون معهم في حماقاتهم وليس مع أولئك الذين يسعون إلى تحذيرهم ونصحهم. وكدليل على ذلك، يمكن للمرء أن يستشهد بشعر هيسيود وثيوغنيس وفوسيليدس؛ لأن الناس يقولون إنهم كانوا أفضل مرشدين للحياة الإنسانية، لكنهم ومع قولهم هذا، يفضلون أن يشغلوا أنفسهم بحماقات بعضهم بدلًا من تعاليم هؤلاء الشعراء. إيسقراط، إلى نيكوكليس 4- 42، استشهد به وترجمه دوغلاس إي. جربر، الشعر الرثائي اليوناني، مكتبة لوب الكلاسيكية (1999)، الصفحة 171- 3، يستشهد سقراط ببعض أبيات من شعر ثيوغنيس لنبذ الشاعر باعتباره مرتبكًا وسفسطائي متناقض مع ذاته لا يمكن الوثوق به، بينما يبرر الباحث المعاصر هذه التناقضات الذاتية بأنها نموذجية لشاعرٍ دائبٍ يكتب على مدى سنوات، وبأنها كذلك جماحُ إلهام. قد تكون قصائد ثيوغنيس في الواقع مجموعة من القصائد الرثائية لمؤلفين مختلفين، وتعتمد «الحياة» التي تنبثق منها على القصائد التي يعتبرها المحررون أصلية.
رسمت جهتان معاصرتان هذه الاستقراءات لثيوغنيس، بناءً على اختياراتهما الخاصة لعمله:
... رجلٌ ذو مكانة في مدينته، لكنّ أفعاله العامة تثير بعض السخط؛ رجلٌ يغني لندمائه عن مخاوفه بشأن الوضع السياسي؛ رجلٌ يجد نفسه تعرّض للخيانة من قبل أولئك الذين وثق بهم، جُرّد من أراضيه في ثورةٍ ديمقراطية، وهو منفيٌ فقيرٌ ومريرْ، يحلم بالانتقام.
- مارتن ليتشفيلد ويست
يشكل المرء انطباعًا واضحًا عن شخصية ثيوغنيس، فيكون أحيانًا مفعمًا بالحيوية ولكن في كثير من الأحيان الأخرى يكون ساخرًا ويائسًا حتى في شعر الحب الخاص به؛ رجلٌ قوي المشاعر وصريح في التعبير عنها.
- ديفيد إي. كامبيل